# Сузунський монетний двір
Сузунський монетний двір — монетний двір на Нижньо-Сузунському мідеплавильному заводі в Сузуні, Росія. Працював в 1766—1847 роках.
Спочатку на Сузунському монетному дворі чеканилися особливі сибірські монети з міді з підвищеним вмістом срібла і слідами золота (до 1781 року), потім мідні монети загальнодержавного зразка. У 1847 році завод сильно постраждав від пожежі і з тих пір не відновлювався.
На монетах Сузунського двору ставилася абревіатура:
- КМ — Коливанська монета (в 1781—1830 роках);
- СМ — Сузунськая монета (в 1831—1847 роках)[1].